# Абд-Ал-Фаттах Фумени
Абд аль-Фаттах Фумени — иранский историк из Гилана, чья история провинции Гиляна охватывает период с начала правления шаха Исмаила I до XVII века.

## Биография
Абд аль-Фаттах был уроженцем Фумана, сельского городка менее чем в двадцати милях к западу от Решта, столицы Гилана. Из автобиографических упоминаний в его истории следует, что Фумани был налоговым экспертом (муставфи) и провел большую часть своей бюрократической карьеры в своей родной провинции Гилан на службе у Бехзад Бега Астарабади.
В 1021/1611–1612 годах шах Аббас уволил Бехзад-бека и снял его служащих с должностей и Фумани был одним из трех человек, назначенных царем исследовать рассказы о биапасе, что переводится как «за рекой», одного из двух регионов Гилана, разделенных рекой Сефидруд. Когда Адельшах, сын Джамшид-хана, наследственного правителя Гилана, вторгся в Фуман, то Фумени и его семья вместе с несколькими другими людьми покинули Фуман и отправились в Эрак.
Тарих-и Гилян — единственная сохранившаяся работа Фумени. Автор не упоминает ни о каком покровителе. Он объясняет причину своего письма: за последние пятьдесят лет что он видел, как Гилан вышел из-под контроля царей Сефевидов и вступил в период беспорядков, восстаний и революций, таких как вторжение Адельшаха. Фумени утверждает, что, хотя он был замкнутым человеком, но ему, тем не менее, пришло в голову записать события, свидетелем которых он был, поскольку никто другой этого не делал. К ним относятся рассказы о наследственных правителях Мазандарана, Гаскара, Астары и Лангарконана во времена царей Сефевидов, чтобы стало ясно, почему они были свергнуты.